# Nigel Lockyer

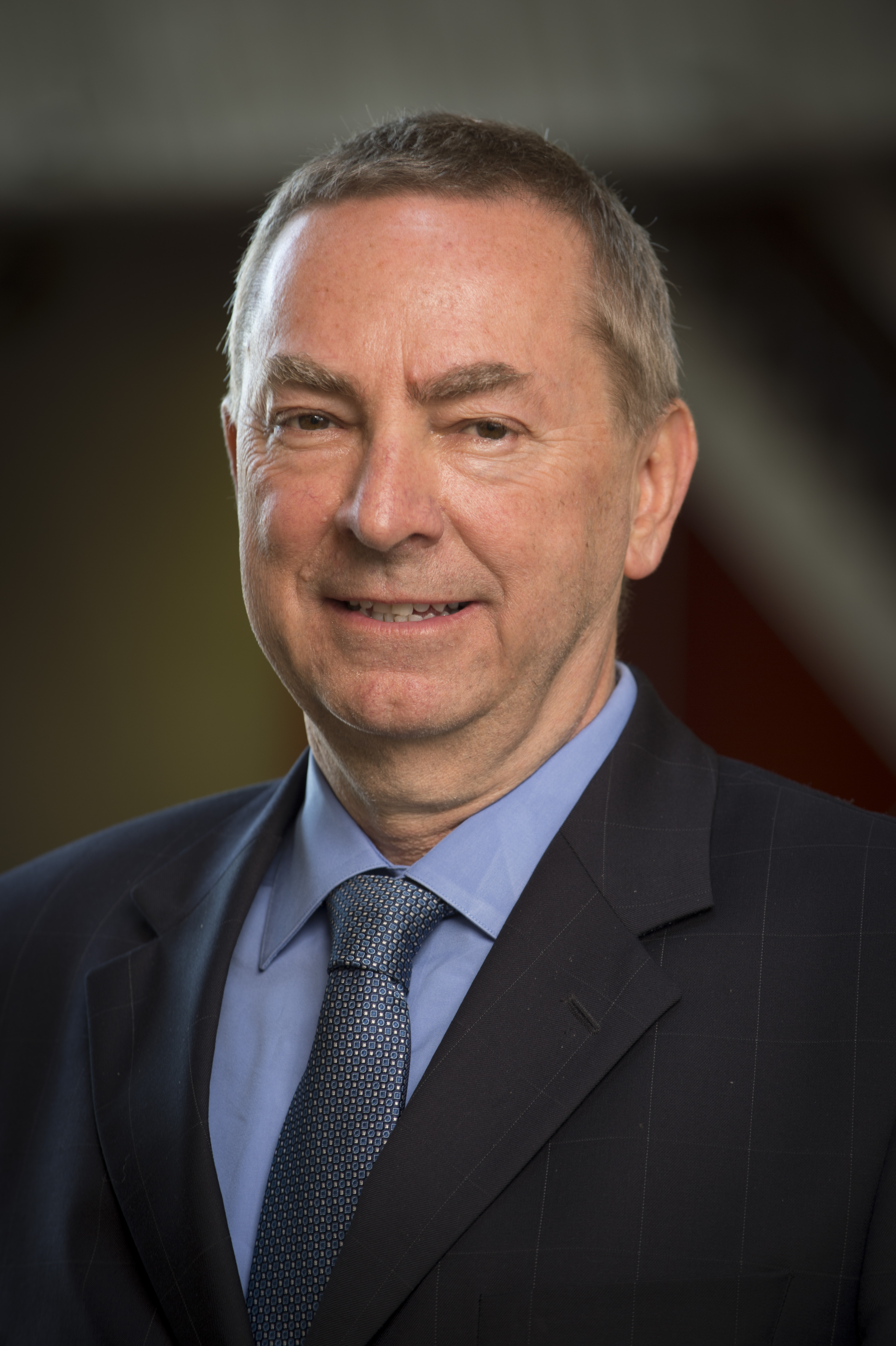
Nigel Lockyer (2013)

Nigel Stuart Lockyer OBE (* 5. November 1952 in Annan, Dumfries and Galloway, Schottland) ist ein US-amerikanischer  experimenteller Teilchenphysiker.
Lockyer studierte an der York University in Toronto (Downsview), Kanada (Bachelor-Abschluss 1975) und promovierte 1980 an der Ohio State University. Als Post-Doc war er bis 1984 am SLAC, wo er Sprecher der Mark II-Kollaboration war, die das  Bottom-Quark untersuchte. Ab 1984 war er außerdem Assistant Professor an der University of Pennsylvania, ab 1998 als Professor. Er war auch an der Planung von Experimenten am 1993 eingestellten Superconducting Super Collider beteiligt (1987 bis 1993 war er einer der Sprecher der BCD-Kollaboration (Bottom Collider Detector)) und ab 2002 Ko-Sprecher der CDF Kollaboration am Fermilab, mit der das Top-Quark untersucht wurde.
2007 wurde er Direktor der kanadischen TRIUMF-Beschleunigeranlage und ist außerdem Professor an der University of British Columbia. Ab 2005 war er Ko-Sprecher der Superconducting Module Test Facility (SMTF), einer internationalen Kollaboration von Beschleunigerphysikern, die neue Techniken für supraleitende Beschleuniger (SRF Techniken, für  superconducting radio frequency) entwickelt.
Neben Arbeiten in der Teilchenphysik war er auch an der Anwendung von Teilchenbeschleunigern in der Medizin beteiligt (Protonenbeschleuniger zur Krebstherapie, Detektoren). 2006 erhielt er den Panofsky-Preis mit John Jaros und William T. Ford für die Entdeckung der anomal langen Lebensdauer des B-Quark am SLAC. 2000 wurde er Fellow der American Physical Society.